# Пламена Миткова
Пламена Миткова е българска състезателка по скок на дължина. Световен шампион за юноши от първенството в Кали през 2022 година. Има личен рекорд от 6,97 метра.
Национална шампионка от 2022 година с резултат 6,19 метра на стадион Ивайло във Велико Търново и национална шампионка в зала на троен скок (13,30 метра) и скок на дължина (6,27 метра).
Атлет на годината на България за 2022 година.